# Haag (Winklarn)
Haag ist ein Ortsteil des Marktes Winklarn (Verwaltungsgemeinschaft Oberviechtach) im Oberpfälzer Landkreis Schwandorf in Bayern und liegt in der Region Oberpfalz-Nord.

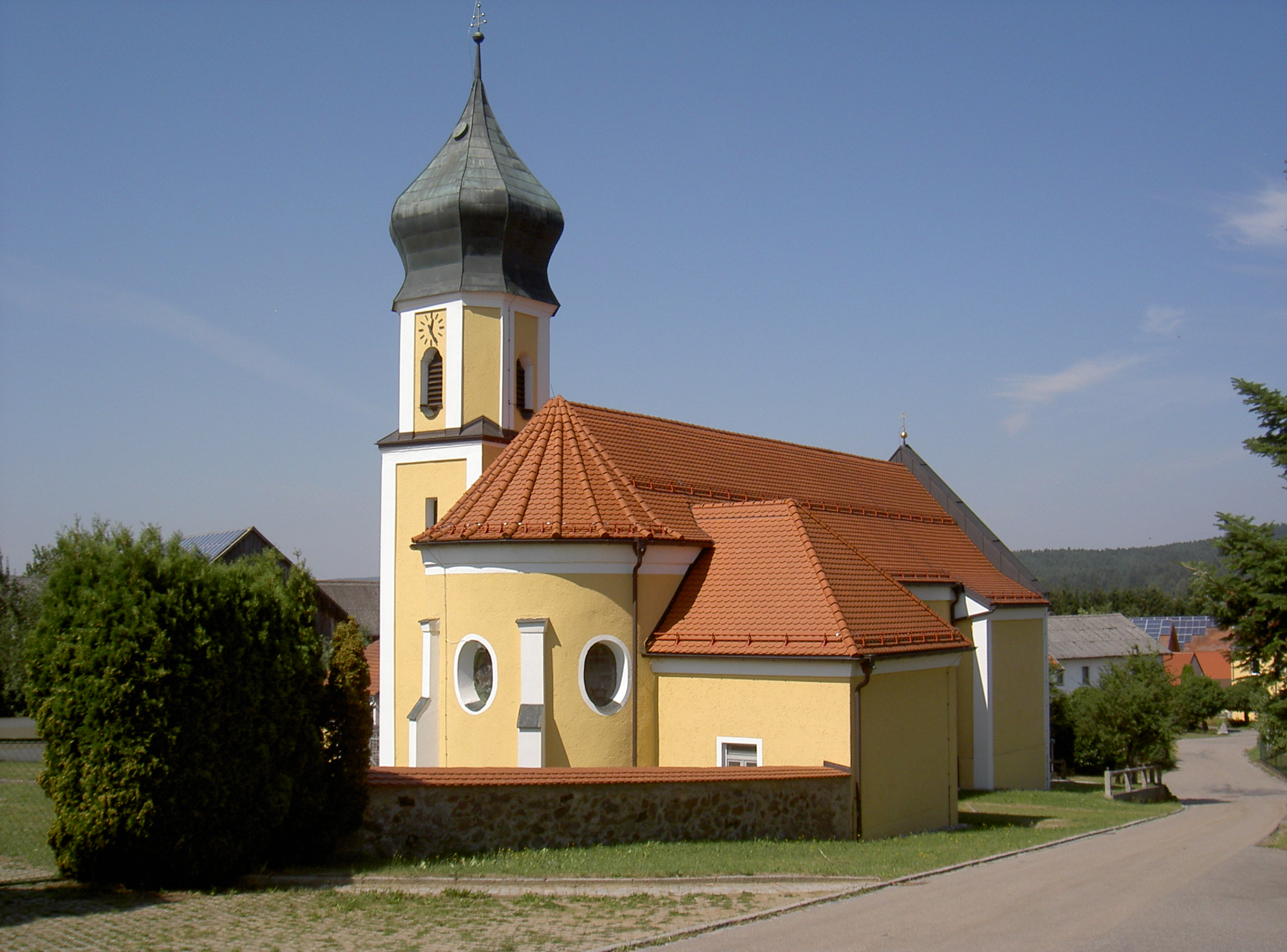
St. Matthäus

## Geografie

### Lage
Haag liegt im Naturpark Oberpfälzer Wald, etwa 4 km östlich vom Kernort Winklarn entfernt an der Staatsstraße 2160. Von Haag aus führt eine Straße über Irlach um das Frauenstein-Schneeberg-Massiv herum in das Tal von Tiefenbach. Eine weitere Straße führt über Hoffeld über das Frauenstein-Schneeberg-Massiv hinüber nach Tiefenbach.

### Nachbarorte
Nachbarorte sind im Nordosten Hoffeld, im Südosten Irlach, im Süden Wastlhof, im Südwesten Muschenried und im Westen Krapflhof.

## Geschichte
Die 1237 erstmals erwähnte Burg Altenschneeberg war um das Jahr 1270 Mittelpunkt eines eigenen Amtes, zu dem Haag gehörte.
Während des Landshuter Erbfolgekrieges 1504 bis 1505 wurde Haag geplündert, so dass noch im Jahre 1508 Kurfürst Friedrich der verarmten Bevölkerung helfen musste.
Anfang des 19. Jahrhunderts gehörte Haag zum Patrimonialgericht Tiefenbach.
Am 30. Mai 1840 wurde auf Anordnung des Bayerischen Staatsministeriums des Innern das Landgericht I. Klasse Oberviechtach geschaffen, dem Haag zugeordnet wurde.
In den 1960er- und 1970er-Jahren wurde in Haag, wie auch in vielen anderen Gemeinden der Oberpfalz, durch die Flurbereinigung das natürliche Gleichgewicht gestört. Der Landschaft, der Pflanzen- und Tierwelt wurden durch das Abholzen der Feldgehölze, chemische Unkrautbekämpfungsmittel, Vernichtung der mosaikartig zusammengesetzten Landschaft aus Tümpeln, Teichen, Ödland, Feldgehölzen und Feldrainen irreversible Schäden zugefügt.
Zum Stichtag 23. März 1913 (Osterfest) wurde Haag als Teil der Pfarrei Tiefenbach mit 34 Häusern und 212 Einwohnern aufgeführt.
Zum 31. Dezember 1969 wurde Haag als Teil der Gemeinde Haag aufgeführt, zu der die Gemeindeteile Haag und Wastlhof gehörten und die zu diesem Zeitpunkt insgesamt 169 Einwohner hatte.
Am 31. Dezember 1990 hatte Haag 154 Einwohner und gehörte zur Expositur Muschenried.

## Kultur und Sehenswürdigkeiten
In Haag gibt es eine 1906 erbaute und 1922 erweiterte St. Matthäus-Kirche.